# University of Detroit Mercy

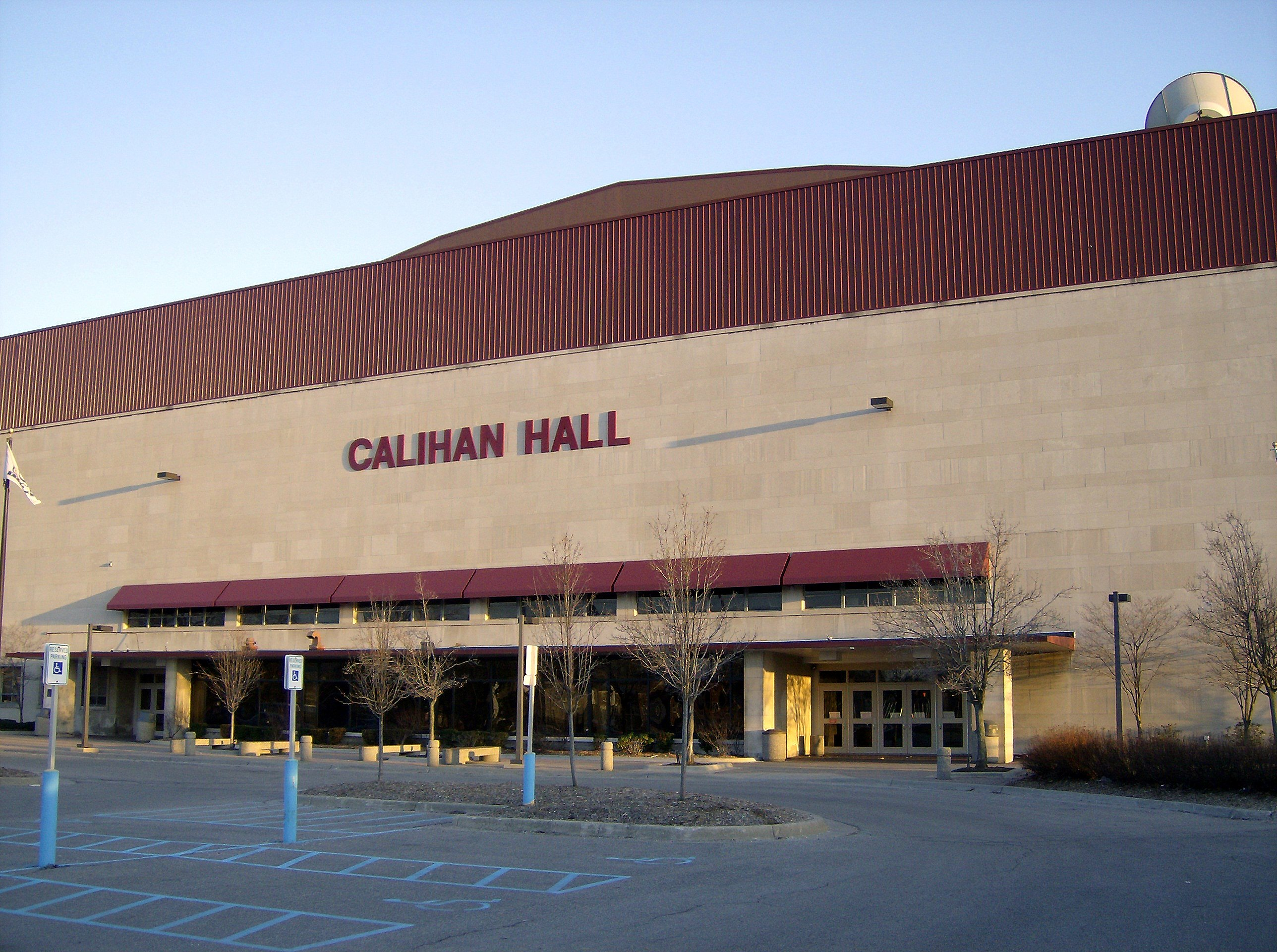
Calihan Hall

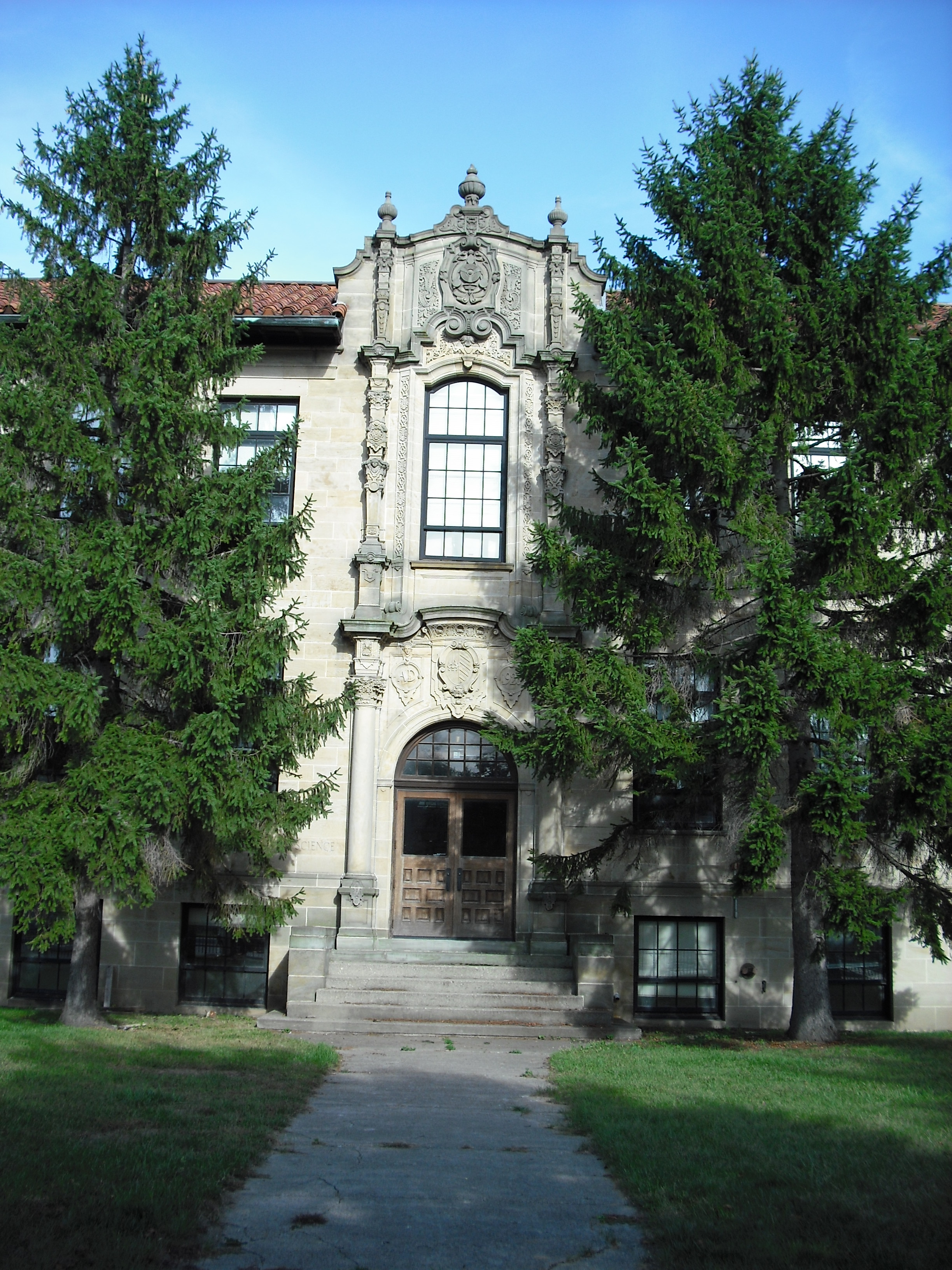
School of Architecture

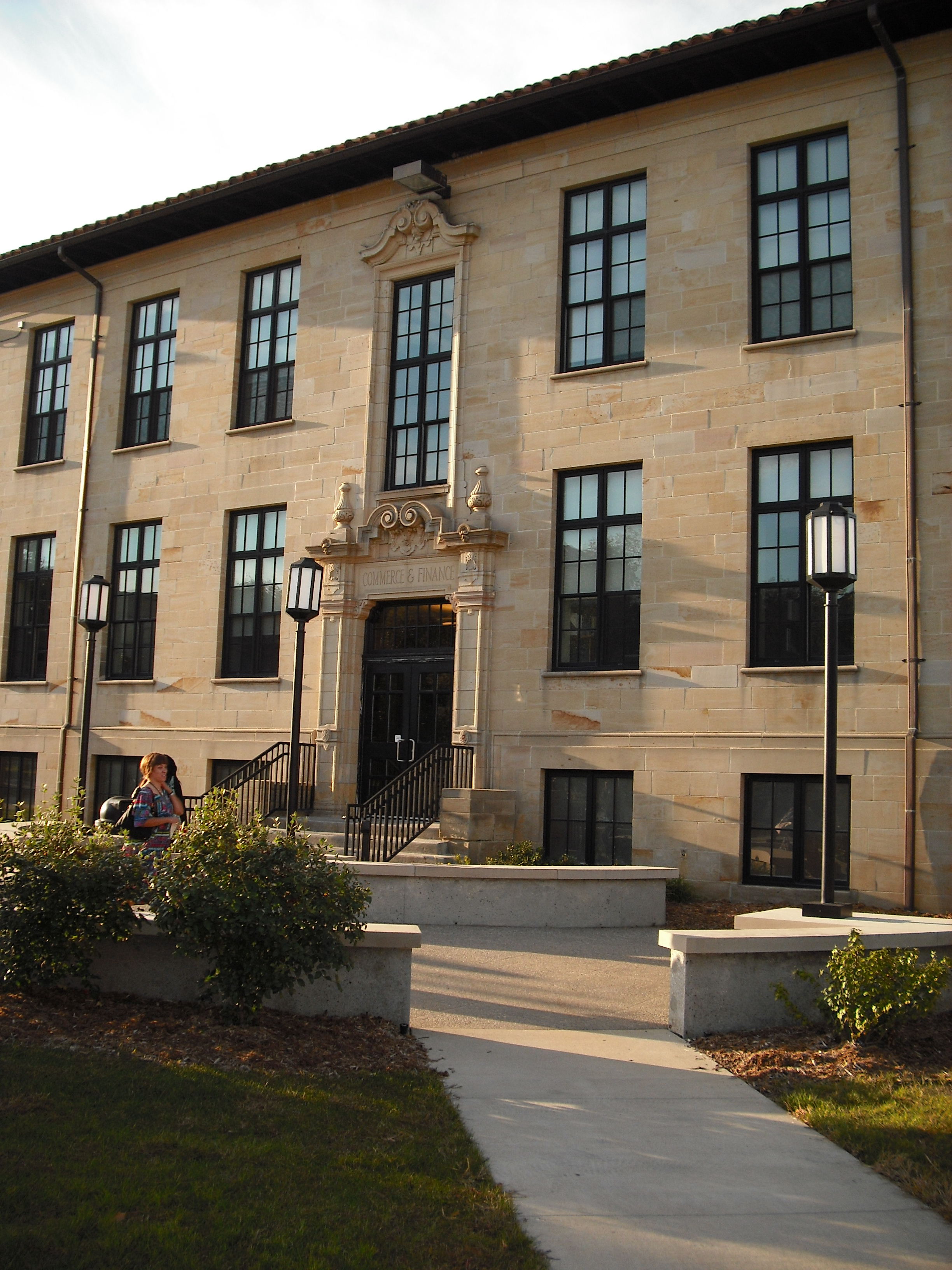
College of Business Administration

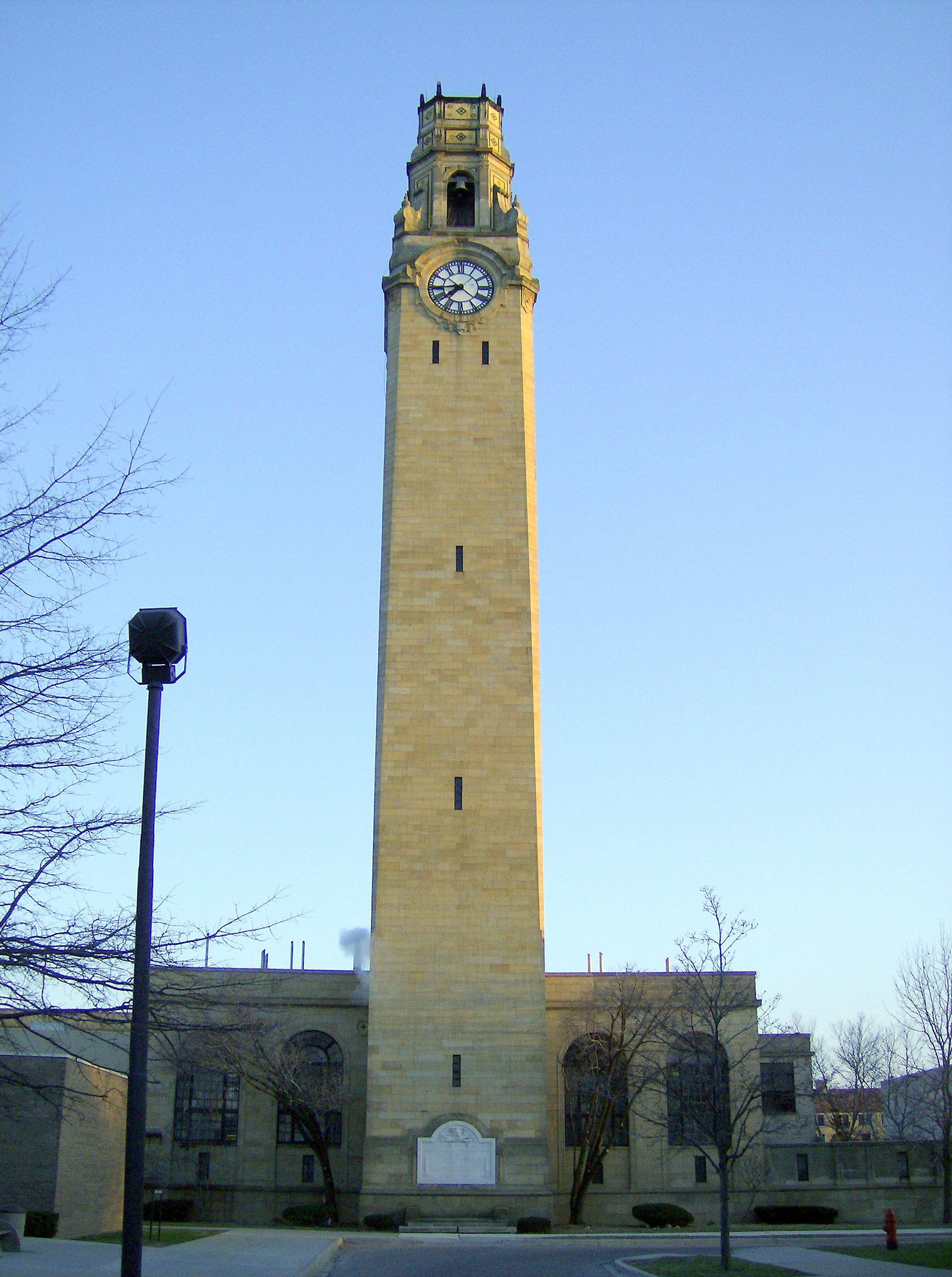
WWI Memorial Clock Tower

Die University of Detroit, seit 1990 University of Detroit Mercy, ist eine private, koedukative katholische Universität in Detroit, Michigan. Die Hochschule ist Mitglied der Association of Jesuit Colleges and Universities.

## Geschichte
Gegründet wurde die Universität 1878 von Jesuiten. 1990 schloss sie sich mit dem Mercy College of Detroit, das 1941 von den örtlichen Sisters of Mercy gegründet worden war, zusammen.

## Organisation

### Campus
Die Hochschule ist auf drei Standorte verteilt: Am McNichols Campus haben die meisten Programme ihren Sitz. Hier befinden sich auch die Sportteams und sechs Studentenwohnheime. Am Riverfront Campus befindet sich die Jurafakultät.

### Gliederung
- Architektur
- Geisteswissenschaften und Pädagogik
- Gesundheitsberufe und Pflege (McAuley School of Nursing)
- Ingenieur- und Naturwissenschaften
- Rechtswissenschaften
- Wirtschaftswissenschaften
- Zahnmedizin

## Zahlen zu den Studierenden, den Dozenten und zum Vermögen
Im Herbst 2021 waren 5.227 Studierende an der University of Detroit Mercy eingeschrieben. Davon strebten 2.924 (55,9 %) ihren ersten Studienabschluss an, sie waren also undergraduates. Von diesen waren 59 % weiblich und 41 % männlich; 6 % bezeichneten sich als asiatisch, 11 % als schwarz/afroamerikanisch, 8 % als Hispanic/Latino, 50 % als weiß und weitere 16 % kamen aus dem Ausland. 2.303 (44,1 %) arbeiteten auf einen weiteren Abschluss hin, sie waren graduates. Es lehrten 629 Dozenten an der Universität, davon 311 in Vollzeit und 318 in Teilzeit.
2006 studierten hier etwa 6.000 Studenten. Die Universität zählt 112.401 Absolventen zu ihren Ehemaligen (Alumni). Davon haben 26 % ihren Abschluss im Bereich der freien Künste oder der Bildung, 19 % im medizinischen Bereich, 17 % in der Wirtschaft und 16 % im Ingenieurswesen oder den Wissenschaften.
Der Wert des Stiftungsvermögens der Universität lag 2021 bei 92,37 Mio. US-Dollar und damit 28,4 % höher als im Jahr 2020, in dem es 71,97 Mio. US-Dollar betragen hatte.

## Sport
Die Sportteams sind die Titans. Die Hochschule ist Mitglied in der Horizon League.

## Persönlichkeiten, bekannte Absolventen

### Akademiker an der Detroit Mercy
- Jane Schaberg (1938–2012), römisch-katholische Theologin, 1977 bis 2009 Professorin an der Detroit Mercy

### Sportler
- Vince Banonis (1921–2010), American-Football-Spieler, dreimaliger NFL-Meister, ab 1938 an der University of Detroit (UD)
- Dave DeBusschere (1940–2003), US-amerikanischer Basketballspieler, 1959 bis 1962 an der UD
- Spencer Haywood (* 1949), Basketballspieler, 1968 bei den Olympischen Spielen und 1968 bis 1969 bei den Titans
- Dutch Lauer (1898–1978), American-Football-Spieler, von 1919 bis 1921 an der UD
- Ted Marchibroda (1931–2016), American-Football-Spieler
- Chris Simboli (* 1962), Freestyle-Skier, Promotion an der University of Detroit Mercy 1995
- Gus Sonnenberg (1898–1944), American-Football-Spieler (NFL-Meister 1928), Wrestler, 1921 bis 1922 an der UD, Abschluss 1922
- Tillie Voss (1897–1975), American-Football- und Basketball-Spieler, von 1917 bis 1920 an der UD

### Künstler und Kulturschaffende
- Anita Barone (* 1964), Schauspielerin, Studienabschluss 1986
- David Patrick Kelly (* 1951), Schauspieler mit Studienabschluss an der UD
- Kevin Boyle (* 1960), Historiker, Autor, Geschichtsprofessor, Abschluss an der UD 1982
- Elmore Leonard (1925–2013), Schriftsteller (Schnappt Shorty, Out of Sight), 1946 bis 1950 an der UD
- Allison Payne (1964–2021), Nachrichtensprecherin, Bachelorabschluss an der UD
- Amy Yasbeck (* 1962), Schauspielerin

### Politiker
- James H. Brickley (1928–2001), Jurist und Politiker, Vizegouverneur des Bundesstaates Michigan, Jurastudium an der UD
- Vern Buchanan (* 1951), Politiker im US-Repräsentantenhaus, Master 1986 an der UD
- Thaddeus McCotter (* 1965), Politiker, von 2003 bis 2012 Abgeordneter im Repräsentantenhaus
- Gary Peters (* 1958), Politiker